# Glyphiulus adeloglyphus
Glyphiulus adeloglyphus är en mångfotingart som beskrevs av Zhang och Li 1982. Glyphiulus adeloglyphus ingår i släktet Glyphiulus och familjen Glyphiulidae. Inga underarter finns listade i Catalogue of Life.